# Cratere Ishikari
Ishikari è un cratere sulla superficie di Mathilde.